# Patriotska liga
Patriotska liga (Vlastenecká liga)  byla první polovojenskou jednotkou Teritoriální obrany Bosny a Hercegoviny (TORBiH).
19. prosince 1990 Alija Izetbegović a strana SDA diskutovali o vytvoření nezávislé polovojenské jednotky oddělené od Jugoslávské lidové armády. V březnu 1991 Sefer Halilović založil Vlasteneckou ligu (Patriotska Liga - PL) jako nezávislou bosenskou armádu se stejnou územní organizací jako Teritoriální obrana (TO). Později byla k TO připojena Patriotska liga a spolu s TORBiH se později stala Armádou Republiky Bosny a Hercegoviny.

## Jednotky
- Crni Labudovi (Černé labutě)
- ArBiH - Sabotážní a průzkumná brigáda
- Zmaj od Bosne (Drak z Bosny)